# Muricella complanata
Muricella complanata är en korallart som beskrevs av Wright och Studer 1889. Muricella complanata ingår i släktet Muricella och familjen Acanthogorgiidae. Inga underarter finns listade i Catalogue of Life.